# Білинський Михайло Іванович
Миха́йло Іва́нович Біли́нський (також Білінський, 12 липня 1883, Драбове-Барятинське — 17 листопада 1921) — український військовий діяч, контрадмірал УНР. Наприкінці 1917 р. — один з організаторів українського морського міністерства. Міністр морських справ УНР. Міністр внутрішніх справ УНР. Організатор та командир Дивізії морської піхоти Директорії УНР (1919—1921). Загинув у бою під час Другого зимового походу.

## Біографічні відомості

### Дитинство. Юність
Михайло Білинський (за документами — Білінський) згідно з флотськими документами народився 12 липня 1883 року. Його батьком найімовірніше був священик Михайлівської церкви м. Драбів Іван Іасонович Білінський. Хоча Савченко-Більський стверджує, що М. І. Білинський народився в родині заможного селянина в селі Драбове-Барятинське, нині Драбівського району Черкаської області. Спадковий дворянин — його дід, отець Іасон 1870 року нагороджений орденом Святої Анни ІІІ ступеня, а 1884 він, п'ятеро дітей та онуки отримали дворянський титул.
Після закінчення 2-ї Київської гімназії, Михайло продовжив навчання в Московському Лазаревському інституті східних мов; опанував арабську, вірменську, перську, турецьку, кримськотатарську, грузинську мови, пройшов практичний курс зі східної каліграфії.
У персональній картці, що Михайло Білинський заповнив власноруч та підписав 11 листопада 1920 р., він зазначив таке: національність - українець; віросповідання - православної віри; освіта - вища, вища фахова - морська; фах - моряк, кооператор; родинний стан - одружений; відношення до військової повинності - старшина флоту, рік призову - 1903, військовий ранг - старший лейтенант флоту; обіймає посади у державних установах - з 1906 р., з 1917 р. в УНР; обіймає посади у громадських установах - з 1912 р.; стаж політичний та громадський - член ЦК Української партії самостійників-соціалістів, член Всеукраїнської національної ради.

## Служба на Російському флоті
Військову службу розпочав 1906 року юнкером Балтійського флоту. Вирушає у внутрішнє плавання на навчальному судні «Рига». У липні 1906 там спалахує повстання, Білинський серед тих, хто не підтримав революційні заклики. За участь у придушенні повстання нагороджений срібною медаллю «За хоробрість» на Георгіївській стрічці. 1907 року служить на лінійних кораблях «Пантелеймон» і «Три святителі». Після екзамену 12 вересня 1908 отримав звання підпоручика Адміралтейства, переведений до 2-го Балтійського флотського екіпажу. 3 грудня 1910 року, в зв'язку із переведенням до 3-ї прикордонної Аренсбурзької бригади Окремого корпусу прикордонної варти, перейменований в корнети. Служив на острові Езель.
Наприкінці грудня 1911 року Білинський у чині підпоручика звільнився в запас і розпочав службу в системі Міністерства фінансів. 1914 року, з початком Першої світової війни, Михайла Білинського мобілізують на військову службу і направляють на Балтійський флот, де він командує ротою новобранців 2-го Балтійського флотського екіпажу. У лютому 1915 року Білинський був підвищений у званні до поручика, а в травні 1915 нагороджений орденом Святого Станіслава 3-го ступеня. 1916 року нагороджений орденом Святої Анни 3-го ступеня. Позаяк, Михайло Іванович у 1915—1916 роках окрім берегової ніс ще й корабельну службу: спочатку вахтовим начальником, а згодом ревізором яхти «Стріла», то 31 жовтня 1916 року отримав перше флотське звання — мічман. Відомо, що революційного 1917 та на початку 1918 року мічман Білинський служив помічником командира 2-го Балтійського флотського екіпажу.

## На службі Україні

### Проукраїнська діяльність на Балтійському флоті
З початком революційних подій в Петрограді Білинський включається в активне громадське і політичне життя. Разом з лейтенантом Святославом Шрамченком він організовує Український військово-морський революційний штаб Балтійського флоту. Цей штаб організаційно об'єднав моряків-українців, які служили на Балтійському флоті, активно пропагував ідеї української автономії. Тоді на Балтійському флоті кількість моряків, які вважали себе українцями, становила понад 12 000 осіб.
З ініціативи Білинського, Шрамченка та інших активістів вдалося «українізувати», тобто шляхом обміну особовим складом з іншими кораблями створити українські залоги на крейсері «Світлана» та ескадрених міноносцях «Україна» і «Гайдамак».
12 жовтня 1917 року на цих кораблях було піднято український синьо-жовтий прапор. Надалі ці кораблі планувалося перевести до складу Українських військово-морських сил. Остаточному втіленню в життя цих планів зашкодило захоплення влади більшовиками та повна дезорганізація установ флоту, що змусило українців залишити кораблі та виїхати в Україну. Самі ж кораблі лишилися в Петрограді.
Підняття прапорів на кораблях Балтійського флоту викликало великий резонанс на Чорноморському флоті. Того ж 12 жовтня були піднятті українські національні прапори на лінкорах «Воля», «Георгій Побідоносець», панцернику «Потьомкін» (який перейменовують на «Борець за свободу») та інших кораблях.

### Часи Центральної Ради
До Києва Білинський прибув в час, коли там лише розпочалася робота зі створення Генерального Секретаріату Морських справ УНР. Член центрального комітету Української партії соціалістів-самостійників, він стає активним організатором Українського генерального секретарства морських справ, яке постало 22 грудня 1917 року на чолі з Дмитром Антоновичем.
За Центральної Ради входив до складу комісії по укладенню мирного договору з Румунією, перебував у Берліні «у справі підписання Берестейського трактату як фахівець військово-морських справ».

### Гетьманат Скоропадського

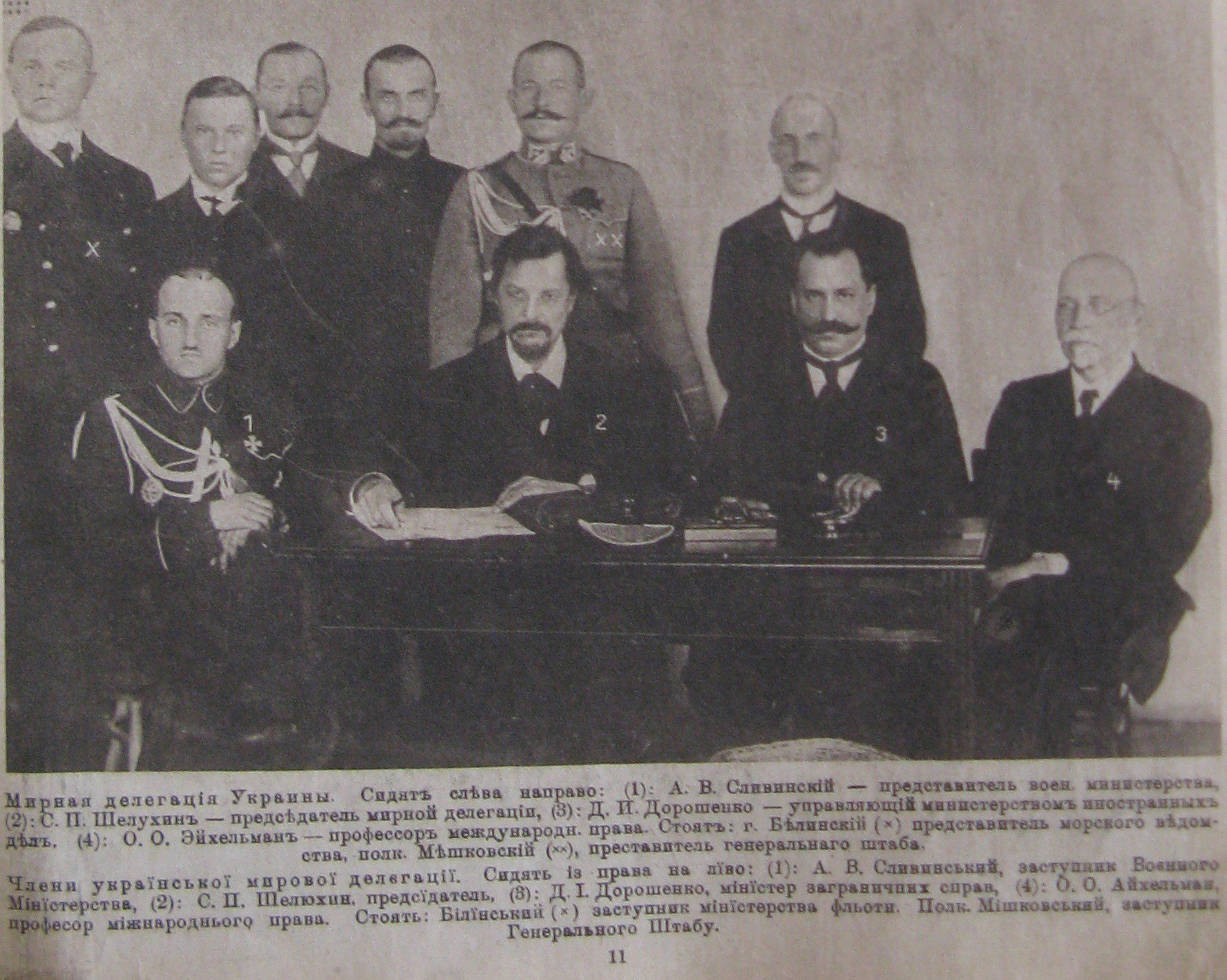
Члени делегації Української Держави на переговорах з РРФСР. Сидять зліва направо: Олександр Сливинський, Сергій Шелухін, Дмитро Дорошенко, Отто Ейхельман, стоять : 1-й зліва Михайло Білинський, 5-й зліва Євген Мишковський

За часів правління Гетьмана Скоропадського Михайло Іванович обіймав посаду помічника начальника Головної господарчої управи Морського міністра. Наказом від 24 квітня 1918 старший лейтенант Михайло Білінський призначений головою комісії «для утворення загальних штатів» Морського міністерства. У травні-жовтні 1918 року входив до складу української делегації на чолі з С. Шелухіним, яка вела переговори про умови підписання мирного договору з Радянською Росією.

### Часи Директорії
Після падіння гетьманату 26 грудня 1918 року, М.Білінського призначають Міністром морських справ УНР. Заступниками М.Білинського стали контрадмірал Михайло Остроградський і начальник Морського Генерального штабу капітан 1 рангу Лев Постриганєв.
Наказом Головного отамана військ і флоту УНР Симона Петлюри наприкінці 1918 року Михайлу Білинському було присвоєне військове звання контрадмірал. Приступивши до виконання обов'язків Морського міністра, М.Білинський спершу наказав командувачу українським флотом В'ячеславу Клочковському підняти на всіх кораблях Військово-Морські прапори України, для чого їх було підтверджено законом УНР.
Член центрального комітету УПСС.
Сподіваючись лише на власні сили, М.Білінський розпочав активну законотворчу роботу щодо створення твердої правової і організаційної бази національного флоту, намагаючись таким чином за допомогою міжнародного права повернути Україні і флот і його бази. М.Білинський наказом по морському відомству № 107 від 11 січня 1919 р. вводить в дію «Закон про гардемаринську школу» і організовує її роботу в Миколаєві, а згодом в Кам'янець-Подільському.
20 січня 1919 спеціальним законом затверджується структура Морського міністерства і Генерального штабу, створюється технічне, будівельне, гідрографічне, судове і санітарне управління.
У Миколаїв було направлено кошти на завершення будівництва нових кораблів та погашено борги перед суднобудівниками. На підставі «Закону про флот» Директорія УНР наказом № 57/28 від 25 січня присвоїла українські назви кораблям, що будувалися в Миколаєві: дредноут «Соборна Україна», легкі крейсери «Гетьман Богдан Хмельницький», «Гетьман Петро Дорошенко», «Тарас Шевченко». Ескадрені міноносці дістали назви «Київ», «Батурин», «Чигирин», «Львів», «Іван Виговський», «Іван Сірко», «Петро Могила», «Іван Котляревський», «Кость Гордієнко», «Мартин Небаба», «Іван Підкова», «Пилип Орлик», а база підводних човнів — «Дніпро».
Але 1 лютого 1919 року флот Антанти зайняв Херсон, 2 лютого — Миколаїв, остаточно відрізавши УНР від Чорного моря. А вже 3 лютого під натиском Червоної армії уряду С. Петлюри довелося залишити Київ.
М. Білинський розпочинає формувати полки морської піхоти. Відповідно до наказу Головного отамана УНР С. Петлюри № 68/32 від 3 лютого і закону «Про організацію Військово-Морських Сил на побережжі Чорного моря» від 9 квітня, територія між Миколаєвом, Очаковом і Херсоном у смузі 75 верст навколо них, була проголошена Приморським фронтом, а Морський міністр — його командувачем.
В лютому 1919 року запропонував Симону Петлюрі створити перший полк морської піхоти. Спецпідрозділ планувалося сформувати з добровольців-подолян, проте війська УНР під натиском Червоної армії змушені були відступити на західноукраїнські землі. Отже, полк почали комплектувати на Галичині з колишніх моряків цісарського Адріатичного флоту, але їх кількість виявилася недостатньою, тому Білинський почав заохочувати до цієї справи молодих сплавників лісу з карпатських річок, котрі склали основу 1-го Гуцульського полку морської піхоти.
20 лютого 1919 р. керуючий Морським міністерством старший лейтенант М. Білинський подав доповідь № 119 до Ради народних міністрів УНР. У цій доповіді він обґрунтував необхідність переведення Морського міністерства з м. Вінниці, де воно перебувало, до м. Миколаєва такими аргументами: міністерство, перебуваючи у м. Вінниці відірвано від флоту та портів, від свідомих кадрів - морських старшин; міністерство не має можливості керувати діяльністю інституцій та флоту, а також не може інформувати центральний уряд про становище на місцях; міністерство має готуватися до повернення Україні у найближчьому майбутньому флоту та портів, а це можливо зробити лише, якщо морське міністерство перебуватиме на Чорноморському узбережжі. Цією доповіддю М. Білинський звернувся до Ради народних міністрів та вніс на її розгляд проєкт закону "Про переведення всіх інституцій морського відомства з м. Вінниці до м. Миколаєва". Проєкт закону додавався до доповіді. Доповідь підписали керуючий Морським міністерством старший лейтенант М. Білинський та начальник Морського Генерального штабу капітан 1-го рангу Постриганєв. 
20 лютого 1919 р. Рада народних міністрів постановила перенести Морське міністерство з м. Вінниці до м. Бару. Тому керуючий Морським міністерством старший лейтенант М. Білинський своїм листом № 120 від 21 лютого 1919 р. звернувся до голови Ради народних міністрів УНР С. С. Остапенка з проханням внести на розгляд Ради питання про евакуацію Морського міністерства до одного з портових міст: Миколаєва, Херсона, Очакова.
24 квітня 1919 року М.Білинський, не згодний з політикою, що її проводила Директорія, подав у відставку і, на його прохання, був призначений командиром створюваної дивізії Морської піхоти. Обов'язки морського міністра він передав капітану 1 рангу Миколі Злобіну.
25 травня 1919 призначений начальником дивізії морської піхоти. 12 червня арештований начальником Кам'янець-Подільської міліції, йому інкримінується участь у підготовлюваному полковником Петром Болбочаном «державного перевороту». 9 липня надійшло клопотання про звільнення Білинського, який на знак протесту проти безпідставного арешту оголосив голодування; з тієї ж причини, звільнившись, відмовився від чергового підвищення в ранзі. 24 липня 1919 року в Кам'янці-Подільському Білинський розпочинає формувати 2-й полк морської піхоти. Його очолив поручник Ілько Сич. Згодом в Бродах сформований 3-й полк морської піхоти; сформована дивізія морської піхоти відправлена під Волочиськ проти Червоної армії.
У вересні 1919 Морське міністерство ліквідоване, його функції передані Морському управлінню Військового міністерства УНР. Однак Білинський з морською піхотою до кінця року перебував на передовій, з ними ж рушив в Перший Зимовий похід Армії УНР. Був інтернований з Армією УНР у Польщі.

### На еміграції в Польщі
3 травня 1920 Голова РНМ УНР Ісаак Мазепа віддає Михайлу Білинському портфель міністра внутрішніх справ. Останній очолив спільну комісію з опрацювання проєктів Конституції УНР; прийнято проєкт з поправками доктора Степана Барана. 1 червня президія Всеукраїнської національної ради у Вінниці надає РНМ проєкт основного закону з вимогою якнайшвидшого прийняття. 30 серпня РНМ утворила нову комісію з розробки Конституції Української держави, її очолив Білинський; в умовах воєнного стану все це завершилося нічим. 18 жовтня 1920 р. призначений радником Міністерства народного господарства.
Навесні 1921 року зголошується до роботи в уряді А. Лівицького міністром внутрішніх справ. Як член уряду в березні введений до складу Вищої військової ради. 19 травня очолив комісію з перегляду статуту ордена «Республіки», який, однак, не був затверджений. 5 серпня Рада Республіки припинила існування, уряд Прокоповича йде у відставку, певний час виконує обов'язки міністра фінансів. На цій посаді восени 1921 року виділив 20 000 польських марок на облаштування Головного військово-історичного музею-архіву УНР.
Начальник цивільного управління штабу Повстанської армії генерал-хорунжого Юрка Тютюнника.

### Другий Зимовий похід
Брав участь у Другому Зимовому поході 1921 на територію радянської України. 26 жовтня прибув в прикордонне село Малий Мидськ. 2 листопада призначений начальником постачання Повстанської Армії. 12 листопада Волинська група вступила в бій з кіннотою 9-ї кавалерійської дивізії під керівництвом Григорія Котовського, під час бою за переправу через річку Тетерів під селом Минійки Михайло Білинський був поранений, але бою не покинув.
17 листопада 1921 року відбувся бій Волинської групи з 2-ю та 3-ю бригадами 9-ї кавалерійської дивізії. Під час бою з червоноармійськими частинами частина українських військ потрапила в оточення поблизу с. Малі Міньки Овруцьокого повіту Волинської губернії. Не бажаючи здаватись у полон, Михайло застрелився. Пізніше був похований селянами.

| Настало пекло. Це вже не був бій маневрової війни. Це була різня. Пощади не було. Повстанці, опинившись у цьому колі смерті, билися по-геройськи… Поранений лейтенант Білінський, колишній міністр морських справ України, з воза розстрілявши з браунінга кількох червоноармійців, останню кулю пускає собі. |
| — Сотник артилерії Григорій Рогозний |

Еміграційний уряд УНР посмертно підвищив Білинського до звання контрадмірала.

## Сім'я
- Дружина — Ганна Олександрівна

## Вшанування пам'яті
У Львові є Вулиця Капітана Білинського, а у Києві — Вулиця Михайла Білинського.
У липні 2016 року у Драбівському краєзнавчому музеї відкрито меморіальну дошку на честь Михайла Білинського.
5 липня 2019 року указом Президента України ім'я Михайла Білинського присвоєно 36-й окремій бригаді морської піхоти Командування морської піхоти Військово-Морських Сил Збройних Сил України.
У місті Запоріжжя вулицю Пестеля перейменували на вулицю Михайла Білинського.
У місті Миколаїв вулицю Генерала Шепетова перейменували на вулицю Контрадмірала Білинського.
У місті Одеса вулицю Амвросія Бучми перейменували на вулицю Михайла Білинського.
У місті Подільськ Одеської області вулицю Адмірала Нахімова перейменували на вулицю Михайла Білинського.[джерело?]